# درا پی
دراپی روستایی از توابع شهرستان طالقان در استان البرز ایران است.

## جمعیت
این روستا در دهستان بالاطالقان قرار دارد و براساس سرشماری مرکز آمار ایران در سال ۱۳۸۵، جمعیت آن ۱۴۴ نفر (۴۳خانوار) بوده‌است.

## زبان
اهالی درا پی تبری هستند و به گویش طبری طالقانی زبان مازندرانی صحبت می‌کنند.